# STS-95
STS-95 foi uma missão da NASA realizada pelo ônibus espacial Discovery, lançado em 29 de Outubro de 1998.

## Tripulação
| Posição                  | Astronauta       |
| ------------------------ | ---------------- |
| Comandante               | Curtis Brown     |
| Piloto                   | Steven Lindsey   |
| Especialista de missão 1 | Scott Parazynski |
| Especialista de missão 2 | Pedro Duque      |
| Especialista de missão 3 | Stephen Robinson |
| Especialista de carga 1  | Chiaki Mukai     |
| Especialista de carga 2  | John Glenn       |

## Hora de acordar
No que se tornou uma tradição nas missões espaciais, é tocada uma música no começo de cada dia, escolhida especialmente por terem uma ligação com algum tripulante ou mesmo com a situação de momento.
- Dia 2: "What a Wonderful World" de Louis Armstrong tocada para Scott Parazynski WAV
- Dia 3: "Cachito" de Nat King Cole tocada para Pedro Duque WAV
- Dia 4: "This Pretty Planet" de Tom Chapin e "Halelujahs" de Chris Rice tocada para Steven Lindsey WAV
- Dia 5: "Moon River" de Andy Williams tocada para John Glenn WAV
- Dia 6: "The House is Rockin'" de Stevie Ray Vaughan tocada para Steve Robinson WAV
- Dia 7: "Wakaki Chi" de Keio University tocada para Chiaki Mukai WAV
- Dia 8: "I Know You're Out There Somewhere" de The Moody Blues tocada para Curtis Brown WAV[ligação inativa]
- Dia 9: "Voyage Into Space" de Peter Nero tocada para John Glenn WAV
- Dia 10: "La Cucaracha" tocada para Pedro Duque WAV